# Bådesgård
Baadesgaard er en lille hovedgård, som er dannet i 1655-1656 af Kronen, af to landsbyer, Baadesby i Gloslunde Sogn og Langholm i Græshave Sogn. Gården ligger i Græshave Sogn, Lollands Sønder Herred, Maribo Amt, Rudbjerg Kommune. Hovedbygningen er opført i 1737.
Baadesgaard Gods er på 240 hektar med Nørregård

## Ejere af Baadesgaard
- (1655) Kronen
- (1655-1656) Hans Mikkelsen Holdentze
- (1656-1670) Frederik III
- (1670-1698) Christian V
- (1698-1700) Hans Daniel Freintz
- (1700-1704) Kai von Ahlefeldt
- (1704-1709) Kai von Ahlefeldts dødsbo
- (1709-1728) Hans Daniel von Ahlefeldt
- (1728-1737) Hans Landorph
- (1737-1773) Prinsesse Charlotte Amalie
- (1773-1774) E. Chrf. Linstow
- (1774-1782) C. A. Linstow
- (1782-1783) prinsesse Charlotte Amalie
- (1783-1791) Christian Ditlev Frederik greve Reventlow
- (1791-1797) Torkel Baden
- (1797-1812) N. Clausen
- (1812-1814) J. Hansen
- (1814-1827) Carl Ludvig Qvade
- (1827-1836) J. Wied
- (1836-1846) Rudolph F. V. H. Henning
- (1846-1871) David Peter Friderichsen
- (1871-1873) Johan Ditlev Friderichsen
- (1873-1880) G. Axel K. Severin Ræder
- (1880-1894) Enke Fru Ræder
- (1894-1912) Christian K. Kromphardt
- (1912-1931) Enke Fru Kromphart
- (1931-1965) Harald Christian Andersen (Svigersøn til Kromphart)
- (1965-1973) Ella (Datter af Harald Christian Andersen) og Erik Barfoed-Høj
- (1973-2005) Lars Mogens Barfoed-Høj (søn af Ella Barfoed-Høj)
- (2005-) Mogens Erik Barfoed-Høj (Søn af Lars Barfoed-Høj)

## Ekstern henvisninger
- Baadesgaard - fra Dansk Center for Herregårdsforskning Arkiveret 11. februar 2017 hos  Wayback Machine